# Paraphrenia
Paraphrenia – polski zespół rockowy powstały na początku lat 90.
Po raz pierwszy ich muzyka była publicznie emitowana w programie Ręka boksera Macieja Chmiela.
W 1993 Paraphrenia zdobyła III nagrodę jury na festiwalu w Jarocinie. Publiczność nie okazała entuzjazmu dla zespołu i ich muzyki.
Rok później wydali album Mantrykota i niedługo później się rozpadli. Płyta przeszła bez większego echa. Dopiero po pewnym czasie wzbudziła zainteresowanie słuchaczy, być może także z uwagi na innowacje formalne: w muzykę wpleciono odgłosy warszawskich ulic, fragmenty znanych utworów i cytaty filmowe, a poszczególne utwory stanowią nietypowe mieszanki różnych stylów muzycznych (np. reggae i grunge).
Członkowie Paraphrenii udzielają się dziś w zespołach takich, jak Starzy Singers, Mitch & Mitch i Papa Dance.

## Dyskografia
- 1994 – Mantrykota (gościnnie Starzy Singers)